# ناو لجستیکی شهید مهدوی
| شهید مهدوی ایران ·     | شهید مهدوی ایران ·                       |
| ---------------------- | ---------------------------------------- |
| ناو لجستیکی شهید مهدوی |                                          |
| اطلاعات کلی            |                                          |
| نوع کشتی               | لجستیکی                                  |
| کشور سازنده            | ایران                                    |
| ساخت کارخانه           | مؤسسه صنعتی دریایی شهید محلاتی           |
| تاریخ سفارش            | نیروی دریایی سپاه پاسداران انقلاب اسلامی |
| مشخصات                 |                                          |
| طول کشتی               | 240 متر                                  |
| پهنای بدنه             | 32 متر                                   |
| بارگیری استاندارد      | 41 هزار تن                               |
| سرعت                   | 18 گره دریایی                            |
| برد عملیاتی            | 18 هزار مایل                             |
| جنگ‌افزارها             |                                          |
| سیستم موشکی            | چندین موشک بالستیک                       |
| رادار                  | رادار سطحی افق                           |
| توپخانه ضدهوایی        | زو-۲۳–۲،عاصف                             |
| هواگردهای قابل حمل     | ۴بالگرد و انواع پهپاد                    |
| سرنوشت                 |                                          |

ناو لجستیکی شهید مهدوی، ناو جنگی ساخت ایران است که در نیروی دریایی سپاه پاسداران انقلاب اسلامی فعال است. این ناو در یک مراسم رسمی در ۱۸ اسفند سال ۱۴۰۱ به سازمان رزم نیروی دریایی سپاه پاسداران در خلیج فارس الحاق شد.

## نامگذاری
نامگذاری این ناو به نام فرمانده ایرانی، نادر مهدوی صورت گرفته است که در سال ۱۳۶۶ و در جنگ نفت‌کش‌ها توسط نیروی دریایی ایالات متحده آمریکا کشته شد.